# Kabinett Lubbers I

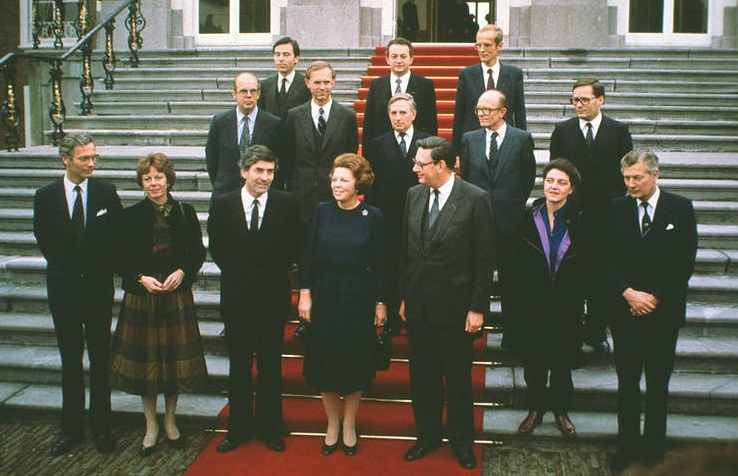
Kabinett Lubbers I (1982)

Das Erste Kabinett Lubbers bildete vom 4. November 1982 bis 14. Juli 1986 die Regierung der Niederlande. Es war eine Koalition aus dem christdemokratischen CDA und der liberalen VVD.

## Zusammensetzung
Das Kabinett bestand aus 14 Ministern und 16 Staatssekretären.

### Minister
| Geschäftsbereich/Amt                                                            | Minister                                           | Partei |
| ------------------------------------------------------------------------------- | -------------------------------------------------- | ------ |
| allgemeine Angelegenheiten Ministerpräsident                                    | Ruud Lubbers                                       | CDA    |
| Wirtschaft stellvertretender Ministerpräsident                                  | Gijs van Aardenne                                  | VVD    |
| Äußeres                                                                         | Hans van den Broek                                 | CDA    |
| Justiz                                                                          | Frits Korthals Altes                               | VVD    |
| Inneres                                                                         | Koos Rietkerk bis 20. Februar 1986                 | VVD    |
| Inneres                                                                         | Frits Korthals Altes 21. Februar bis 12. März 1986 | VVD    |
| Inneres                                                                         | Rudolf de Korte ab 12. März 1986                   | VVD    |
| Bildung und Wissenschaft                                                        | Wim Deetman                                        | CDA    |
| Finanzen                                                                        | Onno Ruding                                        | CDA    |
| Verteidigung                                                                    | Job de Ruiter                                      | CDA    |
| Wohnungswesen, Raumordnung und Umweltschutz                                     | Pieter Winsemius                                   | VVD    |
| Verkehr und Wasserwirtschaft                                                    | Neelie Kroes                                       | VVD    |
| Landwirtschaft und Fischerei                                                    | Gerrit Braks                                       | CDA    |
| Soziales und Arbeit und Angelegenheiten der niederländischen Antillen und Aruba | Jan de Koning                                      | CDA    |
| Wohlfahrt, Gesundheit und Kultur                                                | Elco Brinkman                                      | CDA    |
| Entwicklungszusammenarbeit                                                      | Eegje Schoo                                        | VVD    |

### Staatssekretäre
| Geschäftsbereich                            | Staatssekretär                                        | Partei |
| ------------------------------------------- | ----------------------------------------------------- | ------ |
| Äußeres                                     | Wim van Eekelen ab 5. November 1982                   | VVD    |
| Justiz                                      | Virginie Korte-van Hemel ab 8. November 1982          | CDA    |
| Inneres                                     | Marius van Amelsvoort ab 8. November 1982             | CDA    |
| Bildung und Wissenschaft                    | Nell Ginjaar-Maas ab 5. November 1982                 | VVD    |
| Bildung und Wissenschaft                    | Gerard van Leijenhorst ab 8. November 1982            | CDA    |
| Finanzen                                    | Henk Koning ab 5. November 1982                       | VVD    |
| Verteidigung                                | Jan van Houwelingen ab 5. November 1982               | CDA    |
| Verteidigung                                | Charles Schwietert 8. bis 11. November 1982           | VVD    |
| Verteidigung                                | Willem Hoekzema ab 19. November 1982                  | VVD    |
| Wohnungswesen, Raumordnung und Umweltschutz | Gerrit Brokx ab 5. November 1982                      | CDA    |
| Verkehr und Wasserwirtschaft                | Jaap Scherpenhuizen ab 8. November 1982               | VVD    |
| Wirtschaft                                  | Frits Bolkestein ab 8. November 1982                  | VVD    |
| Wirtschaft                                  | Piet van Zeil 5. November 1982 bis 1. Juli 1986       | CDA    |
| Soziales und Arbeit                         | Annelien Kappeyne van de Coppello ab 8. November 1982 | VVD    |
| Soziales und Arbeit                         | Louw de Graaf ab 5. November 1982                     | CDA    |
| Landwirtschaft und Fischerei                | Ad Ploeg ab 8. November 1982                          | VVD    |
| Wohlfahrt, Gesundheit und Kultur            | Joop van der Reijden ab 5. November 1982              | CDA    |